# Воковиці (Прага)
Воковиці (чеськ. Vokovice) — кадастрова громада Праги, частина міського району Прага 6. 

## Географія

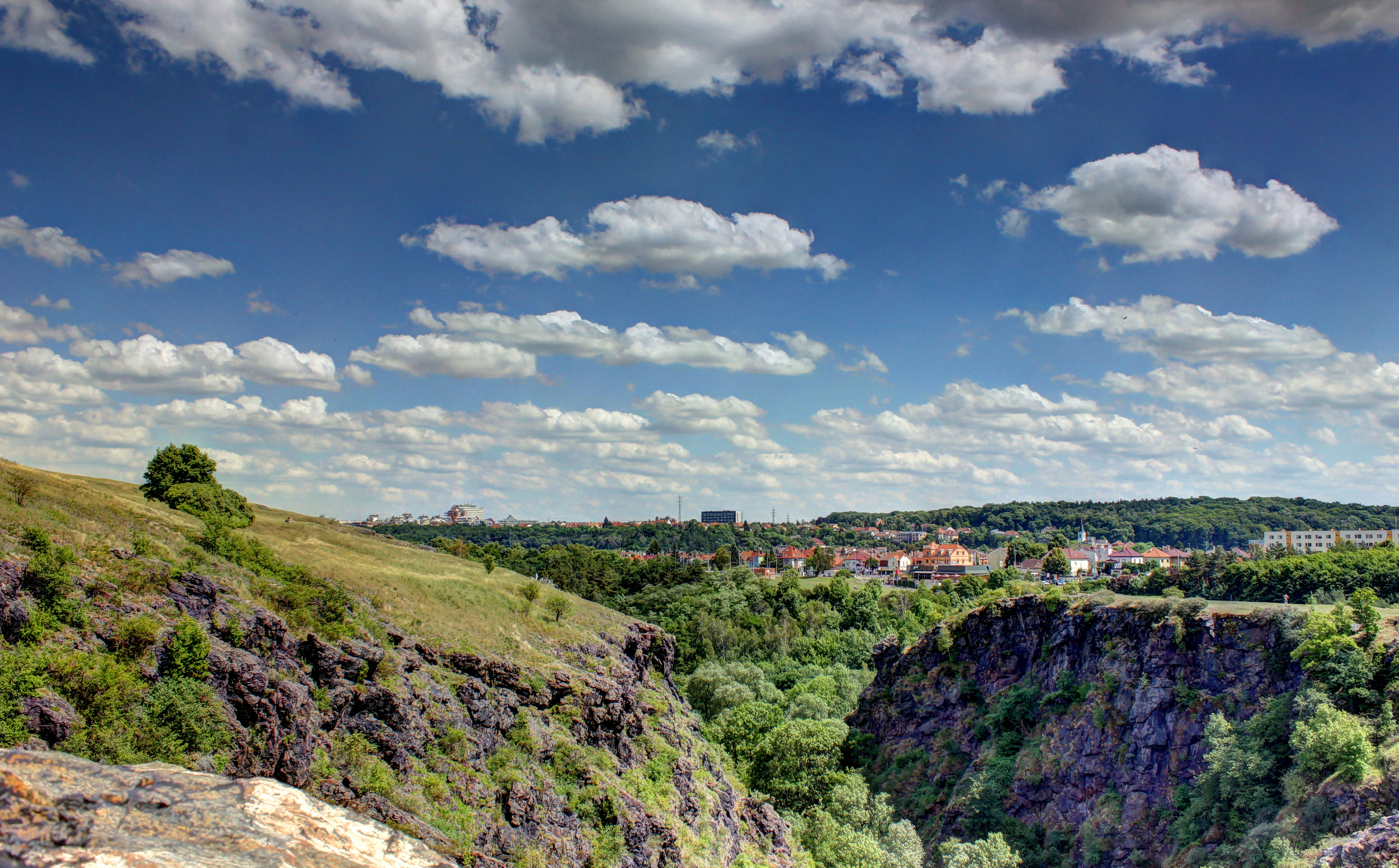
Дівока-Шарка

Воковиці розташований на захід від центральної частини Праги, у районі Прага 6, неподалік від міжнародного аеропорту Вацлава Гавела. 
Знаходиться між кварталами Лібоц, Дейвіце, Велеславин, Небушіце та Стржешовіце. 

## Транспорт

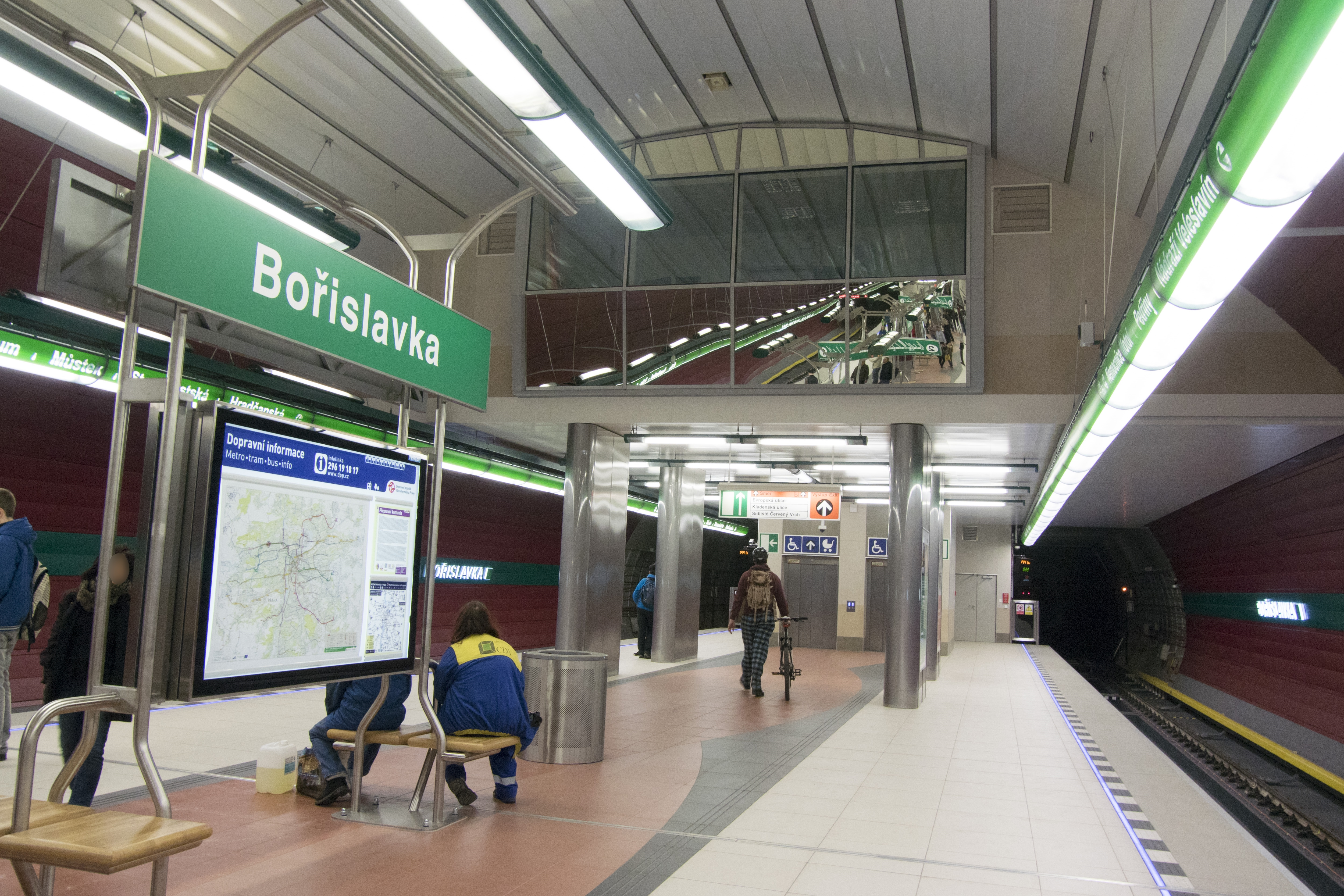
Станція Боржиславка

У Волковіце є станції метро Боржиславка та Надражі Велеславин, які почали будувати в червні 2010 року, у 2015 році вони були здані в експлуатацію. 
Уздовж південного боку Воковиці пролягає залізнична лінія Прага-Кладно, яка була введена в експлуатацію у 1830 році. З 1933 року у Волковіце діє трамвайне сполучення.

## Історія
Перша згадка про Воковиці датується 1370 роком. У середині XVI століття Воковиці стає власністю бурґомістра Праги. У 1570 році заможні пражани починають будувати у Воковиці свої особняки. 
У 1612 році в селі налічується 12 господ, своя пивоварня та винокурня.
У 1922 році Воковице були приєднані до Праги.

## Частини Воковиці
- Старе-Воковиці
- Нове-Воковиці
- Червени-Врх
- Дівока-Шарка

## Світлини

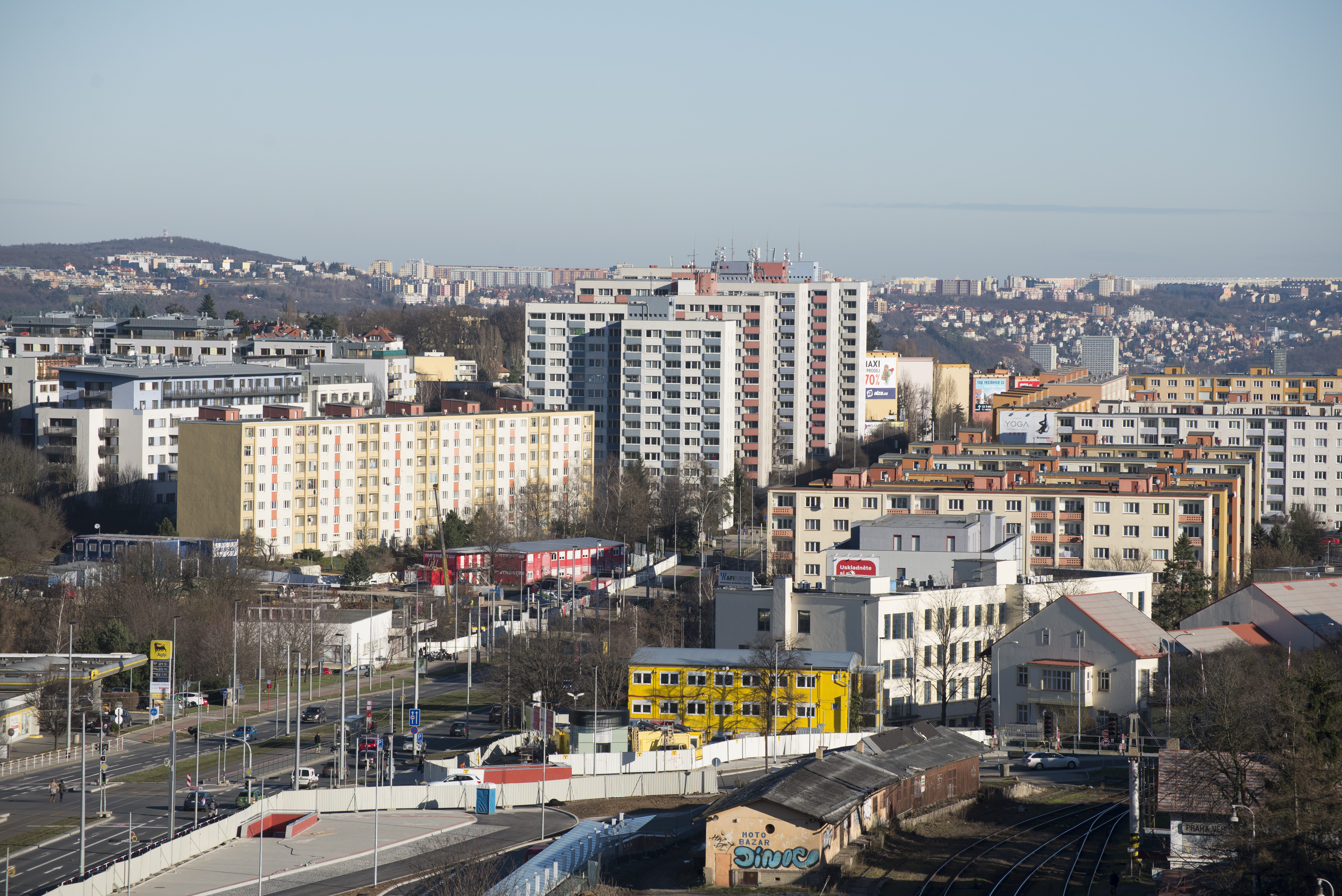
Червени-Врх
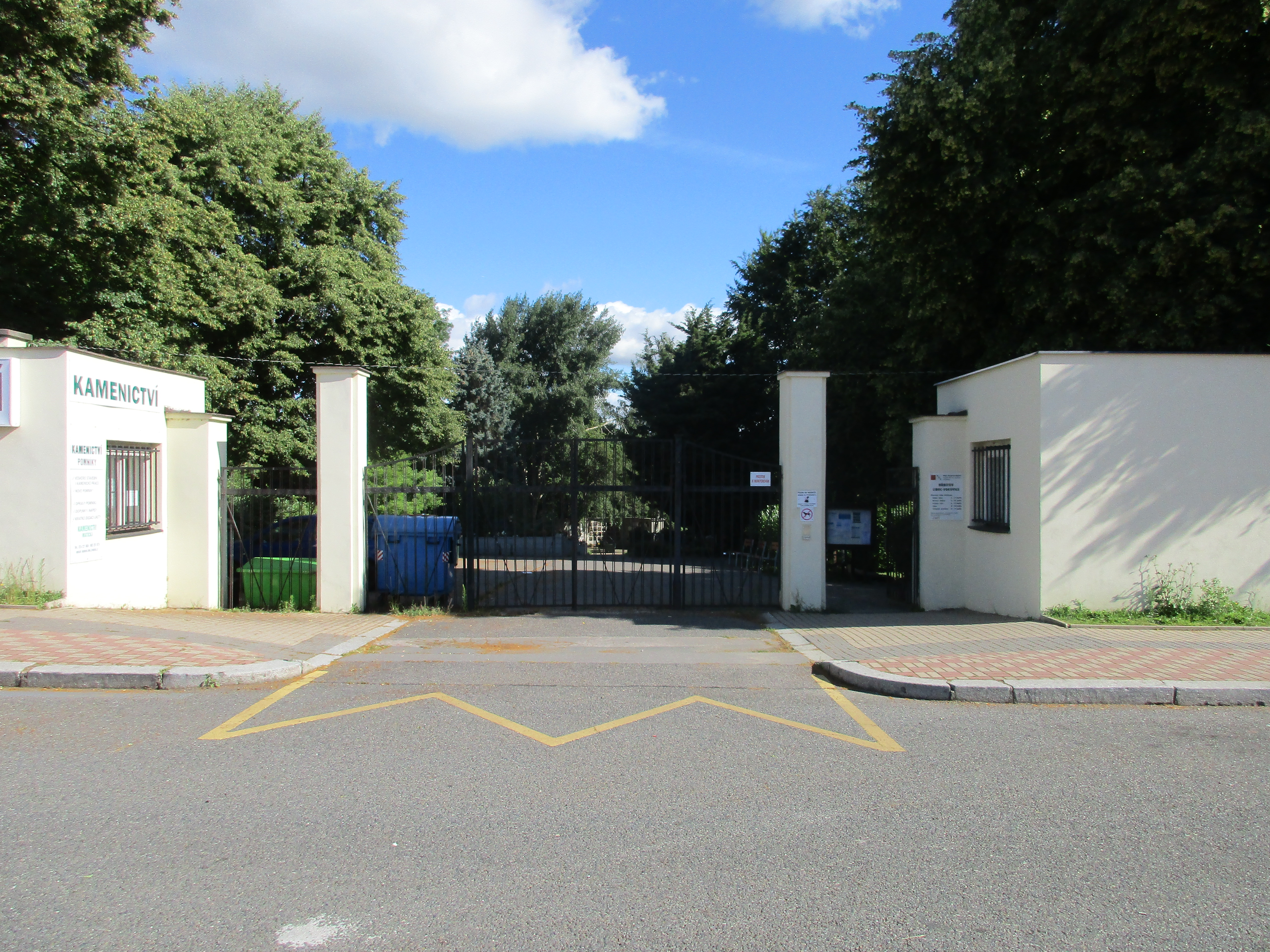
Вхідна брама Воковицького цвинтаря
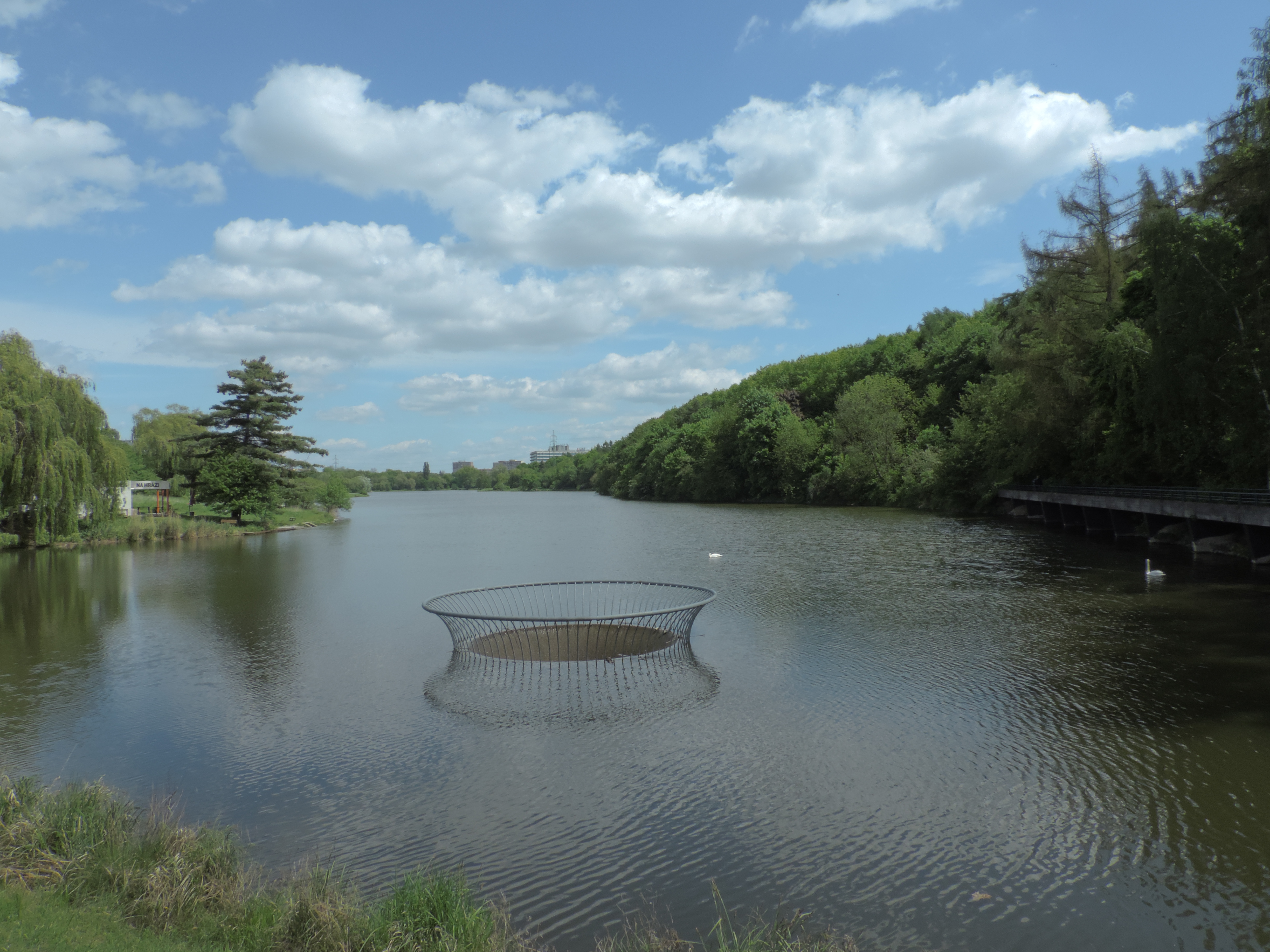
Водосховище Джбан
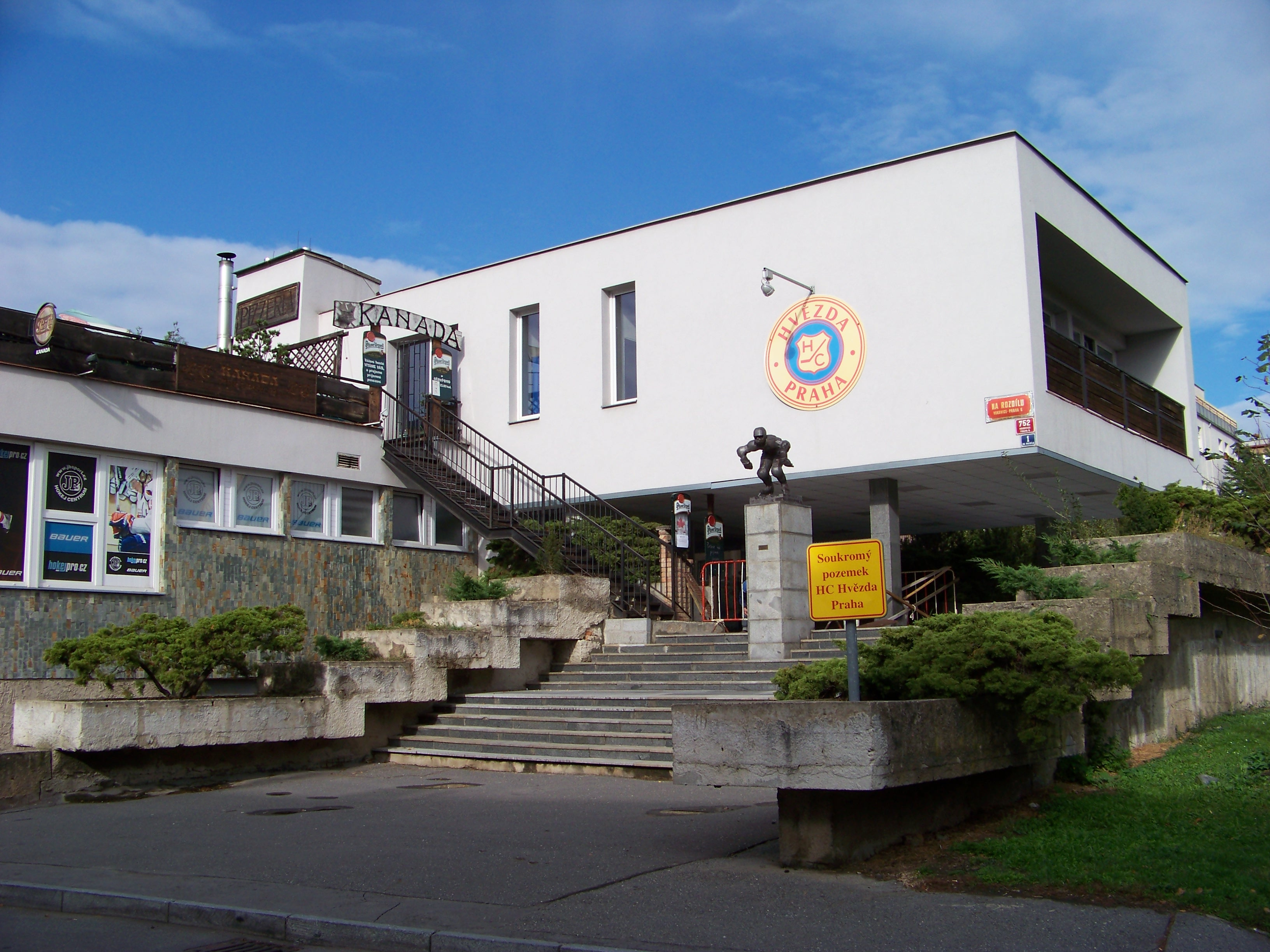
Зимовий стадіон Гвєзда